# EPrix van Berlijn 2023
De ePrix van Berlijn 2023 werd gehouden over twee races op 23 en 24 april 2023 op het Tempelhof Airport Street Circuit. Dit waren de zevende en achtste race van het negende Formule E-seizoen.
De eerste race werd gewonnen door Jaguar-coureur Mitch Evans, die zijn tweede opeenvolgende zege behaalde. Zijn teamgenoot Sam Bird werd tweede, terwijl Maximilian Günther met een derde plaats de eerste podiumfinish voor Maserati binnenhaalde.
De tweede race werd gewonnen door Envision-coureur Nick Cassidy, die zijn tweede Formule E-zege behaalde. Jake Dennis, die in het begin van het seizoen aan de leiding van het kampioenschap stond, eindigde voor het eerst sinds de tweede ePrix van Ad Diriyah in de punten met een tweede plaats. Jean-Éric Vergne behaalde voor DS zijn derde podiumfinish van het seizoen.

## Race 1

### Kwalificatie

#### Groepsfase
De top vier uit iedere groep kwalificeerde zich voor de knockoutfase.
Groep A
| Pos | No | Coureur                | Team             | Tijd     |
| --- | -- | ---------------------- | ---------------- | -------- |
| 1   | 1  | Stoffel Vandoorne      | DS               | 1:05.978 |
| 2   | 16 | Sébastien Buemi        | Envision-Jaguar  | 1:06.086 |
| 3   | 37 | Nick Cassidy           | Envision-Jaguar  | 1:06.156 |
| 4   | 3  | Sérgio Sette Câmara    | NIO              | 1:06.204 |
| 5   | 9  | Mitch Evans            | Jaguar           | 1:06.265 |
| 6   | 48 | Edoardo Mortara        | Maserati         | 1:06.354 |
| 7   | 36 | André Lotterer         | Andretti-Porsche | 1:06.415 |
| 8   | 94 | Pascal Wehrlein        | Porsche          | 1:06.493 |
| 9   | 51 | Nico Müller            | Abt-Mahindra     | 1:06.496 |
| 10  | 13 | António Félix da Costa | Porsche          | 1:06.498 |
| 11  | 8  | Oliver Rowland         | Mahindra         | 1:07.104 |

Groep B
| Pos | No | Coureur            | Team             | Tijd     |
| --- | -- | ------------------ | ---------------- | -------- |
| 1   | 10 | Sam Bird           | Jaguar           | 1:05.975 |
| 2   | 7  | Maximilian Günther | Maserati         | 1:06.055 |
| 3   | 33 | Dan Ticktum        | NIO              | 1:06.145 |
| 4   | 27 | Jake Dennis        | Andretti-Porsche | 1:06.171 |
| 5   | 25 | Jean-Éric Vergne   | DS               | 1:06.193 |
| 6   | 5  | Jake Hughes        | McLaren-Nissan   | 1:06.309 |
| 7   | 58 | René Rast          | McLaren-Nissan   | 1:06.418 |
| 8   | 17 | Norman Nato        | Nissan           | 1:06.518 |
| 9   | 23 | Sacha Fenestraz    | Nissan           | 1:06.571 |
| 10  | 11 | Lucas di Grassi    | Mahindra         | 1:06.574 |
| 11  | 4  | Robin Frijns       | Abt-Mahindra     | 1:06.775 |

#### Knockoutfase
De combinatie letter/cijfer staat voor de groep waarin de betreffende coureur uitkwam en de positie die hij in deze groep behaalde.
|  | Kwartfinale         | Kwartfinale       |                 |          | Halve finale | Halve finale |  |  | Finale | Finale |
|  |                     |                   |                 |          |              |              |  |  |        |        |
|  |                     |                   |                 |          |              |              |  |  |        |        |
|  | A3-A2               |                   |                 |          |              |              |  |  |        |        |
|  |                     |                   |                 |          |              |              |  |  |        |        |
|  | Nick Cassidy        | 1:05.679          |                 |          |              |              |  |  |        |        |
|  | Nick Cassidy        | 1:05.679          | K1-K2           |          |              |              |  |  |        |        |
|  | Sébastien Buemi     | 1:05.601          |                 |          |              |              |  |  |        |        |
|  | Sébastien Buemi     | 1:05.601          | Sébastien Buemi | 1:05.414 |              |              |  |  |        |        |
|  | A4-A1               |                   | Sébastien Buemi | 1:05.414 |              |              |  |  |        |        |
|  |                     | Stoffel Vandoorne | 1:05.524        |          |              |              |  |  |        |        |
|  | Sérgio Sette Câmara | Stoffel Vandoorne | 1:05.524        | 1:05.761 |              |              |  |  |        |        |
|  | Sérgio Sette Câmara |                   | H1-H2           | 1:05.761 |              |              |  |  |        |        |
|  | Stoffel Vandoorne   | 1:05.393          |                 |          |              |              |  |  |        |        |
|  | Stoffel Vandoorne   | 1:05.393          | Sébastien Buemi | 1:05.605 |              |              |  |  |        |        |
|  | B3-B2               |                   | Sébastien Buemi | 1:05.605 |              |              |  |  |        |        |
|  |                     | Sam Bird          | 1:05.724        |          |              |              |  |  |        |        |
|  | Dan Ticktum         | Sam Bird          | 1:05.724        | 1:05.592 |              |              |  |  |        |        |
|  | Dan Ticktum         | K3-K4             |                 | 1:05.592 |              |              |  |  |        |        |
|  | Maximilian Günther  | 1:05.878          |                 |          |              |              |  |  |        |        |
|  | Maximilian Günther  | 1:05.878          | Dan Ticktum     | 1:05.670 |              |              |  |  |        |        |
|  | B4-B1               |                   | Dan Ticktum     | 1:05.670 |              |              |  |  |        |        |
|  |                     | Sam Bird          | 1:05.535        |          |              |              |  |  |        |        |
|  | Jake Dennis         | Sam Bird          | 1:05.535        | 1:05.656 |              |              |  |  |        |        |
|  | Jake Dennis         |                   |                 | 1:05.656 |              |              |  |  |        |        |
|  | Sam Bird            | 1:05.595          |                 |          |              |              |  |  |        |        |
|  | Sam Bird            | 1:05.595          |                 |          |              |              |  |  |        |        |

#### Startopstelling
| Pos | No | Coureur                | Team             |
| --- | -- | ---------------------- | ---------------- |
| 1   | 16 | Sébastien Buemi        | Envision-Jaguar  |
| 2   | 10 | Sam Bird               | Jaguar           |
| 3   | 1  | Stoffel Vandoorne      | DS               |
| 4   | 33 | Dan Ticktum            | NIO              |
| 5   | 27 | Jake Dennis            | Andretti-Porsche |
| 6   | 37 | Nick Cassidy           | Envision-Jaguar  |
| 7   | 3  | Sérgio Sette Câmara    | NIO              |
| 8   | 7  | Maximilian Günther     | Maserati         |
| 9   | 9  | Mitch Evans            | Jaguar           |
| 10  | 25 | Jean-Éric Vergne       | DS               |
| 11  | 48 | Edoardo Mortara        | Maserati         |
| 12  | 5  | Jake Hughes            | McLaren-Nissan   |
| 13  | 36 | André Lotterer         | Andretti-Porsche |
| 14  | 58 | René Rast              | McLaren-Nissan   |
| 15  | 94 | Pascal Wehrlein        | Porsche          |
| 16  | 17 | Norman Nato            | Nissan           |
| 17  | 51 | Nico Müller            | Abt-Mahindra     |
| 18  | 23 | Sacha Fenestraz        | Nissan           |
| 19  | 13 | António Félix da Costa | Porsche          |
| 20  | 11 | Lucas di Grassi        | Mahindra         |
| 21  | 8  | Oliver Rowland         | Mahindra         |
| 22  | 4  | Robin Frijns           | Abt-Mahindra     |

### Race
| Pos | No | Coureur                | Team             | Rondes | Tijd/Oorzaak uitval | Grid | Punten |
| --- | -- | ---------------------- | ---------------- | ------ | ------------------- | ---- | ------ |
| 1   | 9  | Mitch Evans            | Jaguar           | 43     | 55:10.391           | 9    | 25     |
| 2   | 10 | Sam Bird               | Jaguar           | 43     | +1.850              | 2    | 18     |
| 3   | 7  | Maximilian Günther     | Maserati         | 43     | +2.738              | 8    | 15     |
| 4   | 16 | Sébastien Buemi        | Envision-Jaguar  | 43     | +2.849              | 1    | 15     |
| 5   | 37 | Nick Cassidy           | Envision-Jaguar  | 43     | +4.787              | 6    | 10     |
| 6   | 94 | Pascal Wehrlein        | Porsche          | 43     | +9.111              | 15   | 8      |
| 7   | 25 | Jean-Éric Vergne       | DS               | 43     | +9.191              | 10   | 6      |
| 8   | 36 | André Lotterer         | Andretti-Porsche | 43     | +9.504              | 13   | 5      |
| 9   | 48 | Edoardo Mortara        | Maserati         | 43     | +10.159             | 11   | 2      |
| 10  | 8  | Oliver Rowland         | Mahindra         | 43     | +10.308             | 21   | 1      |
| 11  | 11 | Lucas di Grassi        | Mahindra         | 43     | +19.449             | 20   |        |
| 12  | 23 | Sacha Fenestraz        | Nissan           | 43     | +21.549             | 18   |        |
| 13  | 17 | Norman Nato            | Nissan           | 43     | +24.561             | 16   |        |
| 14  | 4  | Robin Frijns           | Abt-Mahindra     | 43     | +25.627             | 22   |        |
| 15  | 51 | Nico Müller            | Abt-Mahindra     | 43     | +27.580             | 17   |        |
| 16  | 3  | Sérgio Sette Câmara    | NIO              | 43     | +34.847             | 7    |        |
| 17  | 58 | René Rast              | McLaren-Nissan   | 42     | +1 ronde            | 14   |        |
| 18  | 27 | Jake Dennis            | Andretti-Porsche | 38     | +5 ronden           | 5    |        |
| DNF | 13 | António Félix da Costa | Porsche          | 30     | Schade ongeluk      | 19   |        |
| DNF | 33 | Dan Ticktum            | NIO              | 19     | Ongeluk             | 4    |        |
| DNF | 1  | Stoffel Vandoorne      | DS               | 19     | Ongeluk             | 3    |        |
| DNF | 5  | Jake Hughes            | McLaren-Nissan   | 19     | Ongeluk             | 12   |        |

## Race 2

### Kwalificatie

#### Groepsfase
De top vier uit iedere groep kwalificeerde zich voor de knockoutfase.
Groep A
| Pos | No | Coureur                | Team             | Tijd     |
| --- | -- | ---------------------- | ---------------- | -------- |
| 1   | 25 | Jean-Éric Vergne       | DS               | 1:19.047 |
| 2   | 94 | Pascal Wehrlein        | Porsche          | 1:19.073 |
| 3   | 51 | Nico Müller            | Abt-Mahindra     | 1:19.092 |
| 4   | 27 | Jake Dennis            | Andretti-Porsche | 1:19.264 |
| 5   | 13 | António Félix da Costa | Porsche          | 1:19.297 |
| 6   | 8  | Oliver Rowland         | Mahindra         | 1:19.459 |
| 7   | 11 | Lucas di Grassi        | Mahindra         | 1:19.600 |
| 8   | 36 | André Lotterer         | Andretti-Porsche | 1:19.741 |
| 9   | 58 | René Rast              | McLaren-Nissan   | 1:20.848 |
| 10  | 23 | Sacha Fenestraz        | Nissan           | 1:21.059 |
| 11  | 17 | Norman Nato            | Nissan           | 1:21.272 |

Groep B
| Pos | No | Coureur             | Team            | Tijd     |
| --- | -- | ------------------- | --------------- | -------- |
| 1   | 16 | Sébastien Buemi     | Envision-Jaguar | 1:18.282 |
| 2   | 4  | Robin Frijns        | Abt-Mahindra    | 1:18.447 |
| 3   | 9  | Mitch Evans         | Jaguar          | 1:18.528 |
| 4   | 37 | Nick Cassidy        | Envision-Jaguar | 1:18.650 |
| 5   | 1  | Stoffel Vandoorne   | DS              | 1:18.974 |
| 6   | 10 | Sam Bird            | Jaguar          | 1:19.010 |
| 7   | 33 | Dan Ticktum         | NIO             | 1:19.232 |
| 8   | 5  | Jake Hughes         | McLaren-Nissan  | 1:19.257 |
| 9   | 48 | Edoardo Mortara     | Maserati        | 1:19.422 |
| 10  | 3  | Sérgio Sette Câmara | NIO             | 1:19.441 |
| 11  | 7  | Maximilian Günther  | Maserati        | 1:19.961 |

#### Knockoutfase
De combinatie letter/cijfer staat voor de groep waarin de betreffende coureur uitkwam en de positie die hij in deze groep behaalde.
|  | Kwartfinale      | Kwartfinale      |              |           | Halve finale | Halve finale |  |  | Finale | Finale |
|  |                  |                  |              |           |              |              |  |  |        |        |
|  |                  |                  |              |           |              |              |  |  |        |        |
|  | A3-A2            |                  |              |           |              |              |  |  |        |        |
|  |                  |                  |              |           |              |              |  |  |        |        |
|  | Nico Müller      | 1:18.493         |              |           |              |              |  |  |        |        |
|  | Nico Müller      | 1:18.493         | K1-K2        |           |              |              |  |  |        |        |
|  | Pascal Wehrlein  | 1:18.805         |              |           |              |              |  |  |        |        |
|  | Pascal Wehrlein  | 1:18.805         | Nico Müller  | 1:19.177  |              |              |  |  |        |        |
|  | A4-A1            |                  | Nico Müller  | 1:19.177  |              |              |  |  |        |        |
|  |                  | Jean-Éric Vergne | 1:19.237     |           |              |              |  |  |        |        |
|  | Jake Dennis      | Jean-Éric Vergne | 1:19.237     | 1:19.727  |              |              |  |  |        |        |
|  | Jake Dennis      |                  | H1-H2        | 1:19.727  |              |              |  |  |        |        |
|  | Jean-Éric Vergne | 1:19.298         |              |           |              |              |  |  |        |        |
|  | Jean-Éric Vergne | 1:19.298         | Nico Müller  | 1:19.380  |              |              |  |  |        |        |
|  | B3-B2            |                  | Nico Müller  | 1:19.380  |              |              |  |  |        |        |
|  |                  | Robin Frijns     | 1:18.748     |           |              |              |  |  |        |        |
|  | Mitch Evans      | Robin Frijns     | 1:18.748     | 1:18.492  |              |              |  |  |        |        |
|  | Mitch Evans      | K3-K4            |              | 1:18.492  |              |              |  |  |        |        |
|  | Robin Frijns     | 1:18.423         |              |           |              |              |  |  |        |        |
|  | Robin Frijns     | 1:18.423         | Robin Frijns | 1:18.743  |              |              |  |  |        |        |
|  | B4-B1            |                  | Robin Frijns | 1:18.743  |              |              |  |  |        |        |
|  |                  | Sébastien Buemi  | 1:19.071     |           |              |              |  |  |        |        |
|  | Nick Cassidy     | Sébastien Buemi  | 1:19.071     | Geen tijd |              |              |  |  |        |        |
|  | Nick Cassidy     |                  |              | Geen tijd |              |              |  |  |        |        |
|  | Sébastien Buemi  | 1:18.813         |              |           |              |              |  |  |        |        |
|  | Sébastien Buemi  | 1:18.813         |              |           |              |              |  |  |        |        |

#### Startopstelling
| Pos | No | Coureur                | Team             |
| --- | -- | ---------------------- | ---------------- |
| 1   | 4  | Robin Frijns           | Abt-Mahindra     |
| 2   | 51 | Nico Müller            | Abt-Mahindra     |
| 3   | 16 | Sébastien Buemi        | Envision-Jaguar  |
| 4   | 25 | Jean-Éric Vergne       | DS               |
| 5   | 9  | Mitch Evans            | Jaguar           |
| 6   | 94 | Pascal Wehrlein        | Porsche          |
| 7   | 27 | Jake Dennis            | Andretti-Porsche |
| 8   | 37 | Nick Cassidy           | Envision-Jaguar  |
| 9   | 1  | Stoffel Vandoorne      | DS               |
| 10  | 13 | António Félix da Costa | Porsche          |
| 11  | 10 | Sam Bird               | Jaguar           |
| 12  | 8  | Oliver Rowland         | Mahindra         |
| 13  | 11 | Lucas di Grassi        | Mahindra         |
| 14  | 5  | Jake Hughes            | McLaren-Nissan   |
| 15  | 36 | André Lotterer         | Andretti-Porsche |
| 16  | 48 | Edoardo Mortara        | Maserati         |
| 17  | 58 | René Rast              | McLaren-Nissan   |
| 18  | 33 | Dan Ticktum            | NIO              |
| 19  | 3  | Sérgio Sette Câmara    | NIO              |
| 20  | 23 | Sacha Fenestraz        | Nissan           |
| 21  | 7  | Maximilian Günther     | Maserati         |
| 22  | 17 | Norman Nato            | Nissan           |

### Race
| Pos | No | Coureur                | Team             | Rondes | Tijd/Oorzaak uitval | Grid | Punten |
| --- | -- | ---------------------- | ---------------- | ------ | ------------------- | ---- | ------ |
| 1   | 37 | Nick Cassidy           | Envision-Jaguar  | 40     | 46:34.509           | 8    | 25     |
| 2   | 27 | Jake Dennis            | Andretti-Porsche | 40     | +0.442              | 7    | 18     |
| 3   | 25 | Jean-Éric Vergne       | DS               | 40     | +1.292              | 4    | 15     |
| 4   | 9  | Mitch Evans            | Jaguar           | 40     | +1.769              | 5    | 12     |
| 5   | 13 | António Félix da Costa | Porsche          | 40     | +2.460              | 10   | 10     |
| 6   | 7  | Maximilian Günther     | Maserati         | 40     | +2.981              | 21   | 9      |
| 7   | 94 | Pascal Wehrlein        | Porsche          | 40     | +3.545              | 6    | 6      |
| 8   | 1  | Stoffel Vandoorne      | DS               | 40     | +4.851              | 9    | 4      |
| 9   | 51 | Nico Müller            | Abt-Mahindra     | 40     | +6.612              | 2    | 2      |
| 10  | 33 | Dan Ticktum            | NIO              | 40     | +7.822              | 18   | 1      |
| 11  | 23 | Sacha Fenestraz        | Nissan           | 40     | +9.461              | 20   |        |
| 12  | 11 | Lucas di Grassi        | Mahindra         | 40     | +9.462              | 13   |        |
| 13  | 58 | René Rast              | McLaren-Nissan   | 40     | +9.678              | 17   |        |
| 14  | 8  | Oliver Rowland         | Mahindra         | 40     | +11.780             | 12   |        |
| 15  | 3  | Sérgio Sette Câmara    | NIO              | 40     | +13.687             | 19   |        |
| 16  | 17 | Norman Nato            | Nissan           | 40     | +13.749             | 22   |        |
| 17  | 4  | Robin Frijns           | Abt-Mahindra     | 40     | +22.937             | 1    | 3      |
| 18  | 5  | Jake Hughes            | McLaren-Nissan   | 40     | +29.580             | 14   |        |
| 19  | 10 | Sam Bird               | Jaguar           | 40     | +34.381             | 11   |        |
| 20  | 16 | Sébastien Buemi        | Envision-Jaguar  | 40     | +1:03.532           | 3    |        |
| 21  | 36 | André Lotterer         | Andretti-Porsche | 40     | +1:04.102           | 15   |        |
| 22  | 48 | Edoardo Mortara        | Maserati         | 37     | Schade ongeluk      | 16   |        |

## Tussenstanden wereldkampioenschap

### Coureurs
| Positie | No. | Rijder                 | Team             | Punten |
| ------- | --- | ---------------------- | ---------------- | ------ |
| 01      | 94  | Pascal Wehrlein        | Porsche          | 100    |
| 02      | 37  | Nick Cassidy           | Envision-Jaguar  | 96     |
| 03      | 25  | Jean-Éric Vergne       | DS               | 81     |
| 04      | 27  | Jake Dennis            | Andretti-Porsche | 80     |
| 05      | 9   | Mitch Evans            | Jaguar           | 76     |
| 06      | 13  | António Félix da Costa | Porsche          | 68     |
| 07      | 10  | Sam Bird               | Jaguar           | 62     |
| 08      | 16  | Sébastien Buemi        | Envision-Jaguar  | 57     |
| 09      | 58  | René Rast              | McLaren-Nissan   | 40     |
| 10      | 5   | Jake Hughes            | McLaren-Nissan   | 32     |

### Constructeurs
| Positie | Team             | Punten |
| ------- | ---------------- | ------ |
| 01      | Porsche          | 168    |
| 02      | Envision-Jaguar  | 153    |
| 03      | Jaguar           | 138    |
| 04      | DS               | 107    |
| 05      | Andretti-Porsche | 103    |
| 06      | McLaren-Nissan   | 72     |
| 07      | Maserati         | 29     |
| 08      | Mahindra         | 27     |
| 09      | NIO              | 20     |
| 10      | Nissan           | 18     |